# 2 juin 2004
Le mercredi 2 juin 2004 est le 154e jour de l'année 2004.

## Décès
- Abram Akimovič Gozenpud (né le 23 juin 1908), critique musical et traducteur soviétique puis russe du XIX XXe ss.
- Hélène De Beir (née le 1er janvier 1975), collaboratrice belge de MSF
- Louis Andral (né le 23 mai 1921), vétérinaire et microbiologiste français
- Nicolaï Ghiaurov (né le 13 septembre 1929), artiste lyrique
- Tesfaye Gebre Kidan (né en 1937), général éthiopien
- Tini Wagner (née le 17 décembre 1919), nageuse hollandaise
- Lee Ki-baek (né le 21 octobre 1924), historien sud-coréen

## Événements
- Canada : nouvelle alerte à la fièvre du Nil occidental en Ontario.
- France : le constructeur automobile Renault présente la Logan, une voiture à 5 000 euros (un véritable exploit) destinée aux pays à faible ou moyen pouvoir d'achat. Cette voiture sera produite en Roumanie, en Russie et au Maroc, et sera commercialisée sous la marque roumaine Dacia, propriété de Renault depuis 1999. Les marchés visés sont l'Europe orientale, l'Asie (en particulier la Chine), et les pays méditerranéens. Le constructeur vise un objectif de 700 000 véhicules vendus chaque année.
- France : le ministère de l'Agriculture autorise huit nouveaux programmes d'essais en plein champ de maïs génétiquement modifié.
- Sortie du single Datte Ikitekanakucha de Natsumi Abe
- Sortie du single Hi no Toride Mika Nakashima
- Sortie du single Taiyō No Kiss de ZONE